# Европейское патентное ведомство

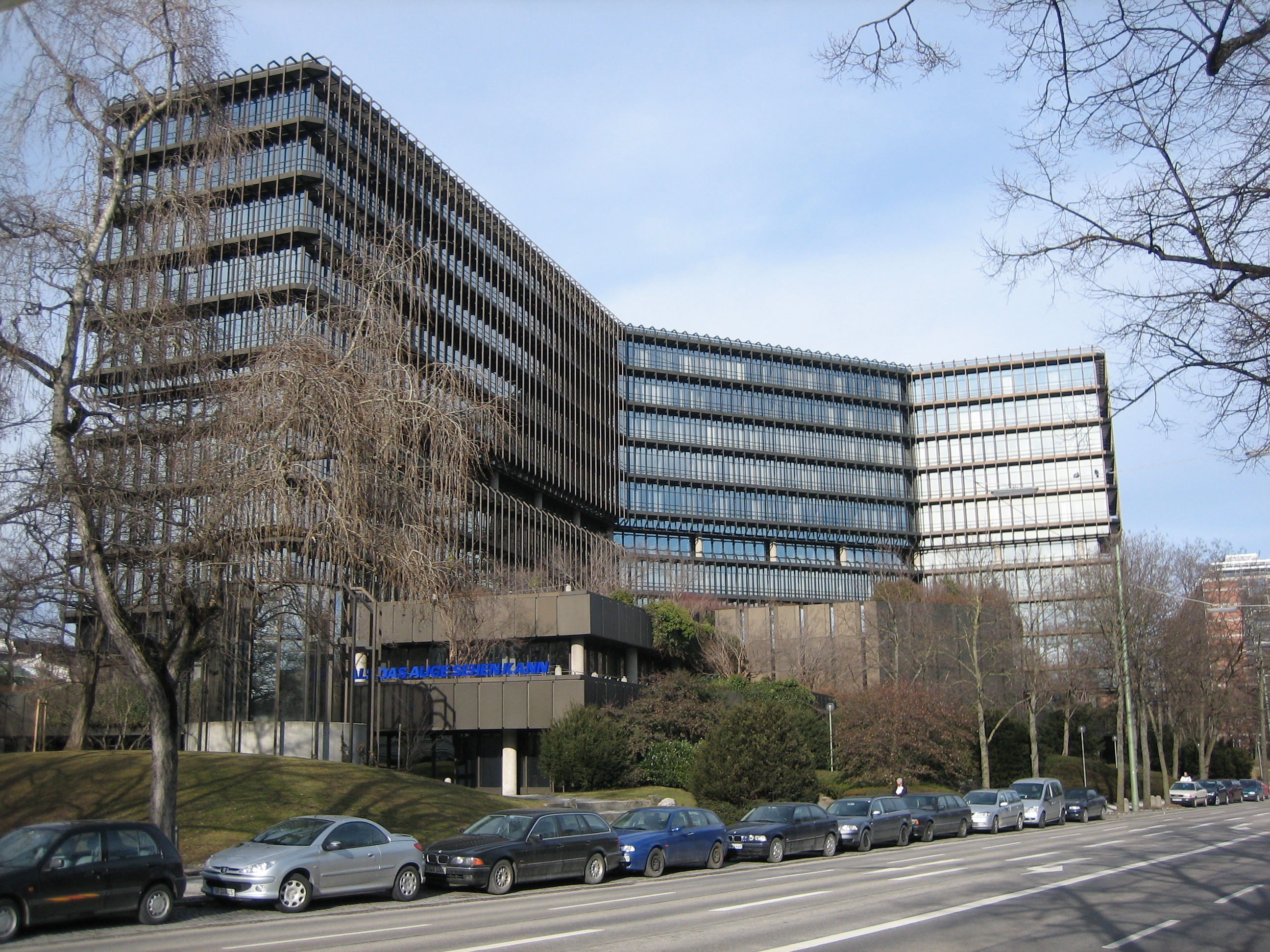
Штаб-квартира ЕПВ в Мюнхене, Германия

Европейское патентное ведомство (ЕПВ) (англ. European Patent Office EPO) — один из органов Европейской патентной организации (ЕПО). ЕПВ является исполнительным органом Европейской патентной организации. Сотрудниками ЕПВ выполняется рассмотрение европейских заявок на патенты и принимаются решения о выдаче патентов на изобретения. ЕПВ реализует процедуры, предусмотренные Европейской патентной конвенцией.

## История
В 1973 г. на дипломатической конференции в Мюнхене встретились 19 государств с целью обсудить введение единой европейской процедуры выдачи патента. Результатом конференции было подписание Европейской патентной конвенции (ЕПК).
1 октября 1977 г. ЕПК вступила в силу.
1 апреля 1978 г. было открыто Европейское патентное ведомство в Мюнхене.
1 июня 1978 г. были поданы первые заявки на патенты. В том же году были открыты филиалы ЕПВ в Берлине и Гааге.
В 1991 г. состоялась первая Конференция по поводу внесения изменений в ЕПК. Речь шла лишь об одной статье, касающейся сроков действия европейского патента.
20-29 ноября 2000 г. в Мюнхене состоялась вторая Конференция, результатом которой стали изменения во многих статьях ЕПК.

## Структура
Европейское патентное ведомство имеет двойную структуру: административную и функциональную.
Административная структура является иерархической. Верхний уровень занимает Президент и пять Вице-президентов, отвечающих за пять Главных Управлений. Главные Управления, в свою очередь, имеют иерархически структурированные подразделения.
С другой стороны, функциональная структура ЕПВ является децентрализованной. Она содержит в себе отделы (или палаты), отвечающие за реализацию определённых процедурных действий. Каждый отдел имеет определённое количество функциональных подразделений. Подразделения отвечают за обработку дел, поступивших на определённом этапе, и способны самостоятельно принимать окончательные решения от имени ЕПВ.
Таким образом, отсутствует механизм подготовки решений на уровне отделов, с последующим их утверждением администрацией. Ответственность в ЕПВ децентрализована и разделена по подразделениям.

## Процедура
Процедура выдачи патента для всех стран, входящих в ЕПО (на данный момент — 39), едина и основана на европейском патентном праве. Можно подать заявку на получение патента сразу для нескольких стран, причем для этого не надо каждый раз отдельно готовить документы и проводить экспертизу. После окончания процедуры выдается отдельный патент для каждой страны, который работает в соответствии с законодательством этой страны (при этом платить пошлину за использование патента необходимо в каждой стране).

## Языковой режим
Официальными языками Европейского патентного ведомства являются: английский, французский, немецкий.
Деловодство с заявителем осуществляется на одном из этих языков. Патентная заявка может быть подана на любом языке, однако должен быть предоставлен её перевод на один из трёх официальных языков. На этом языке и будет осуществляться дальнейшее деловодство. Патент также будет выдан на этом языке.

## Финансовый режим
Европейское патентное ведомство является финансово независимым от государств, входящих в ЕПО. ЕПВ имеет свой собственный бюджет, формирующийся из денег, которые поступают в виде сборов, которые платят заявители. Эти сборы делятся на две группы:
- сборы за проведение процедуры, которые оплачиваются за каждый этап непосредственно в ЕПВ и регламентированные специальными тарифами
- ежегодные сборы за поддержание действия выданных европейских патентов. Оплачиваются в национальные ведомства в размере, который возрастает с годами и устанавливается национальными Ведомствами. Национальные Ведомства перечисляют в ЕПВ процент этих денег (на сегодняшний день — 50 %). Эти поступления и составляют основу бюджета ЕПВ.